# Knud Knudsen
Knud Knudsen (ur. 1812 w Tvederstrand, zm. 1895 w Kristianii) – norweski językoznawca. Był badaczem języka norweskiego i rozwijał jego wersję riksmål. Był również zwolennikiem pisowni norweskiej wyrazów międzynarodowych. Prowadził kampanię przeciwko nauce łaciny i greki w norweskich szkołach.

## Dzieła
- Haandbog i dansk-norsk sproglære, (1856)
- Er norsk det samme som dansk? (1862)
- Modersmaalet som skolefag (1864)
- Det norske maal-stræv (1867)
- Nogle spraak- og skolespörgsmaal (1869)
- Den landsgyldige norske uttale (1876)
- Unorsk og norsk eller fremmede ords avlösning, (1879–1881)
- Af maalstriden 1881 (1881)
- Norsk blandkorn (3 samlingar, 1882–1885)
- Latinskole uten latin (1884)
- Hvem skal vinne? (1886)
- Tyskhet i norsk og dansk (1888).
- Norsk maalvekst fra 1852 å regne (1894)